# Salföld
Salföld [šalfeld] je obec v Maďarsku v župě Veszprém, spadající pod okres Tapolca. Nachází se asi 11 km jihovýchodně od Tapolcy a asi 46 km jihozápadně od Veszprému. V roce 2015 zde žilo 80 obyvatel. Dle údajů z roku 2011 tvoří 88,5 % obyvatelstva Maďaři a 4,9 % Němci, přičemž 9,8 % obyvatel se ke své národnosti nevyjádřilo.

## Sousední obce
| Růžice kompasu | Káptalantóti   | Kékkút |             | Růžice kompasu |
| Růžice kompasu |                | Sever  | Ábrahámhegy | Růžice kompasu |
| Růžice kompasu | Salföld        |        | Ábrahámhegy | Růžice kompasu |
| Růžice kompasu | Jih            |        | Ábrahámhegy | Růžice kompasu |
| Růžice kompasu | Badacsonytomaj |        |             | Růžice kompasu |